# Jan Koch (Fußballspieler, 1995)
Jan Koch (* 4. November 1995 in Wörth an der Donau) ist ein deutscher Fußballspieler, welcher die tschechische Staatsangehörigkeit besessen hat. Er wird meist als linker Innenverteidiger aufgeboten. Zuletzt stand er beim Chemnitzer FC unter Vertrag.

## Karriere
In seiner Jugend spielte er für den TSV Geisling, den SSV Jahn Regensburg, den 1. FC Nürnberg und zuletzt für Greuther Fürth. Nachdem er bei Greuther Fürth und der SpVgg Unterhaching in der zweiten Mannschaft gespielt hatte, wechselte er in der Winterpause der Saison 2014/15 in die Synot Liga zum FK Mladá Boleslav. Nach einem Jahr wechselte er zurück nach Deutschland in die 3. Fußball-Liga zum Chemnitzer FC, bei dem er bis zum Ende der Saison 2017/18 blieb. 2018 schloss er sich dem Berliner AK 07 in der Fußball-Regionalliga Nordost an und blieb dort bis zum Saisonende. Im Juni 2019 gab der Drittliga-Absteiger Energie Cottbus die Verpflichtung von Jan Koch bekannt. Im Sommer 2022 wechselte Jan Koch ablösefrei vom FC Energie Cottbus zum SGV Freiberg. Am 3. Juli 2023 wechselte Koch vom SGV Freiberg zum Chemnitzer FC und kehrte damit zu seinem alten Verein zurück. Im September 2024 wurde der Vertrag im gegenseitigen Einvernehmen aufgelöst.